# AA da Bahia
AA da Bahia is een Braziliaanse sportclub uit Salvador in de provincie Bahia. De club staat ook kortweg bekend als AAB.

## Geschiedenis
De club werd opgericht in 1914 als voetbalclub en werd één keer staatskampioen. In 1931 stopte de club met de voetbalbafdeling, net als Clube Bahiano de Tênis. De spelers besloten om beide afdelingen dan te verenigingen in de nieuwe club EC Bahia.

## Erelijst
Campeonato Baiano
1924